# Rożanówka
Rożanówka (ukr. Рожанівка, Rożaniwka) – wieś na Ukrainie, w obwodzie tarnopolskim, w rejonie czortkowskim. W 2001 roku liczyła 695 mieszkańców.
Znajduje się tu przystanek kolejowy Rożanówka, położony na linii Biała Czortkowska – Zaleszczyki – Stefaneszty.